# Estación de San Roque-La Línea
San Roque-La Línea, antiguamente San Roque, es una estación de ferrocarril situada en el municipio español de San Roque, en la provincia de Cádiz, comunidad autónoma de Andalucía. El recinto se encuentra ubicado en la barriada de la Estación de San Roque y presta servicio igualmente al cercano municipio de La Línea de la Concepción. Las instalaciones cuentan con servicios de larga y media distancia operados por Renfe.

## Situación ferroviaria
Se encuentra situada en el punto kilométrico 162,6 de la línea férrea de ancho ibérico Bobadilla-Algeciras, a 4 metros de altitud sobre el nivel del mar, entre las estaciones de Almoraima y de Los Barrios. De la estación parte también un ramal industrial que sirve a la industria pesada de la bahía de Algeciras.

## Historia
El ferrocarril llegó a San Roque el 6 de octubre de 1890 con la inauguración del tramo Algeciras-Jimena de la Frontera de la línea férrea que pretendía unir la primera con Bobadilla. Las obras corrieron a cargo de la compañía británica The Algeciras-Gibraltar Railway Company. El crecimiento de la zona, dio lugar en 1909 a una barriada conocida como estación de San Roque que fue creciendo unida al ferrocarril. El 1 de octubre de 1913 la línea se integró en la red de la Compañía de los Ferrocarriles Andaluces que la gestionó hasta que en 1941 se produjo la nacionalización del ferrocarril en España y se creó la RENFE. En la década de 1970, con motivo del Polo de desarrollo del Campo de Gibraltar, se construyó el ramal industrial que parte de la estación.
Desde enero de 2005, Adif es la titular de las instalaciones ferroviarias.

## La estación
El edificio original de 1905 se conserva, pero fue sustituido en sus funciones por otro de más reciente construcción.
Se trata de una estación con enclavamiento mecánico y bloqueo telefónico. Dispone de un paso a nivel en un extremo. La línea a la que sirve es de vía única, y la bifurcación para el ramal se encuentra en la propia estación, partiendo ambas líneas en paralelo para separarse 1 kilómetro al sur.
El edificio de viajeros, de un tamaño modesto, dispone de cafetería y taquillas. Se puede acceder directamente desde el exterior al andén principal, sin cambios de nivel, estando en la conexión entre andén y acera la parada de autobús del Consorcio de Transporte Metropolitano del Campo de Gibraltar, y una parada de taxis.

## Mercancías

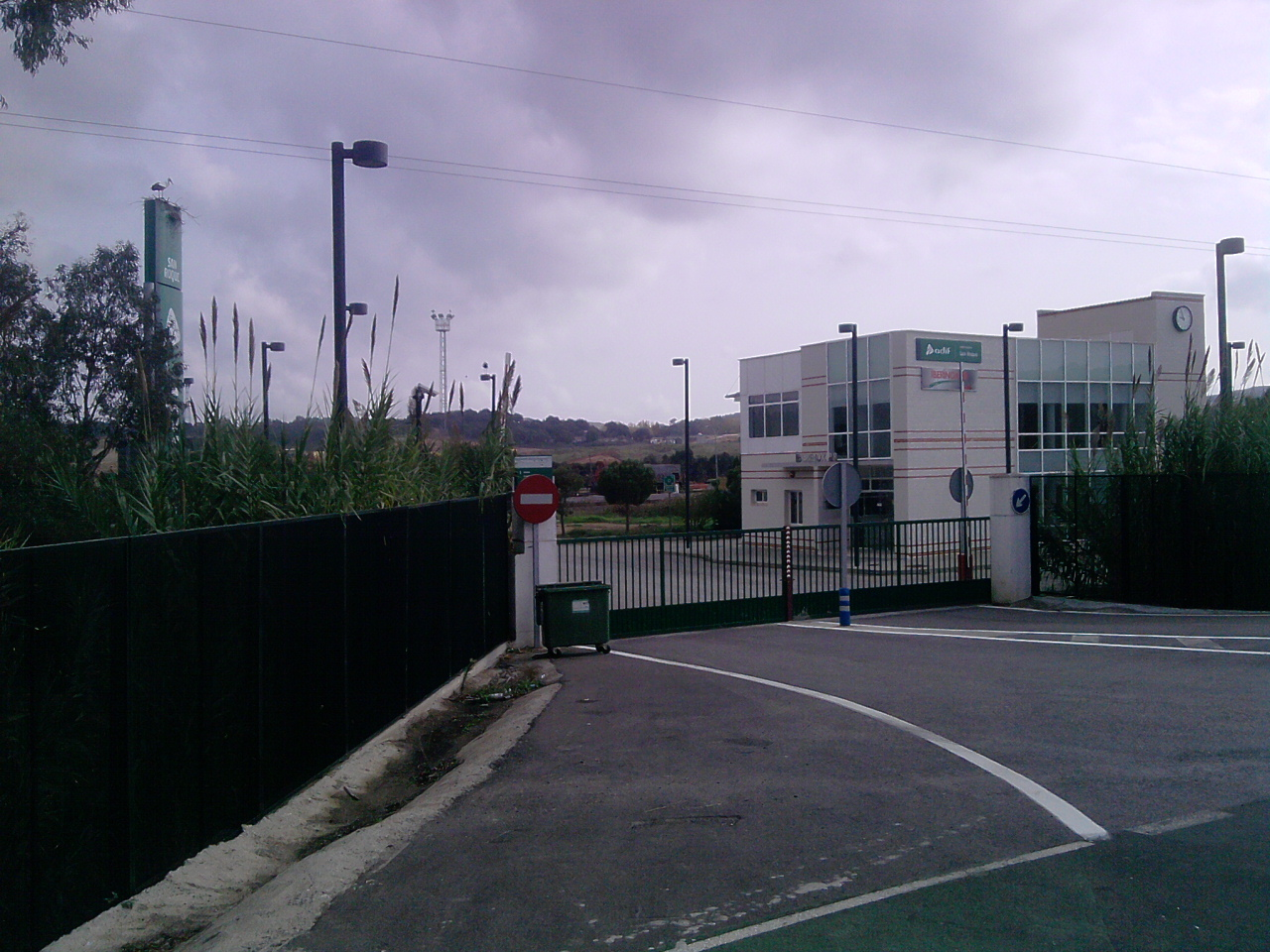
Centro logístico (estación de mercancías) de San Roque.

Aunque la propia estación no tiene servicios de mercancías, es fundamental en su transporte ya que conecta con el ramal industrial de la bahía de Algeciras al sur, y con el centro logístico de San Roque al norte. Esta terminal logística es la segunda con más tráfico de Andalucía, solo por detrás de Sevilla-La Negrilla.
Es accesible desde la carretera A-405.

## Servicios ferroviarios

### Larga Distancia
La estación cuenta con servicios Alvia que conectan Madrid con Algeciras.

### Media Distancia
Por su parte los trenes MD que cubren la línea 70 de los servicios de media Distancia de Renfe, recorriendo el valle del Guadiaro con destino a Ronda, Granada y Algeciras.